# Kaple svatého Huberta (Starý Ples)
Kaple svatého Huberta je římskokatolická kaple na Starém Plese, části města Jaroměř. Patří do farnosti Josefov. Je chráněna i s vedlejší márnicí jako kulturní památka České republiky.

## Historie
Kaple byla vybudována roku 1690 z popudu Františka Antonína hraběte Šporka v raně barokním slohu zároveň s přilehlým loveckým zámečkem, který však časem zanikl.

## Architektura
Kaple má centrální osmiboký půdorys. Na severní straně je márnice. Ve vstupním průčelí byly ve výklencích tři výklenky sochy světců - po stranách sv. Petr a Pavel, ve středu nad vstupem byla socha Ježíše. V nedávné minulosti byly ukradeny. Ke kapli přiléhá hřbitov.

## Interiér
Na oltáři je obraz patrona kaple sv. Huberta.

## Bohoslužby
Bohoslužby se konají v době letního času první neděli v měsíci ve 14.00.